# Người Việt tại Phần Lan
Người Việt tại Phần Lan là nhóm di dân người Việt cư ngụ tại Phần Lan.
Người Việt sang định cư tại Phần Lan bắt đầu từ năm 1979 với con số khiêm nhường là 100 thuyền nhân Việt Nam đến từ trại tỵ nạn Malaysia. Tiếp theo là những đợt người tỵ nạn từ trại Thái Lan năm 1983, và Hong Kong cuối thập niên 1980. Tổng số người Việt gia tăng thành 2.300 năm 1994 qua các diện tái định cư và đoàn tụ gia định. Mãi đến năm 2004 Phần Lan vẫn còn nhận 75 người Việt tỵ nạn từ Đông Nam Á. Đây là nhóm người Thượng từ Tây Nguyên vượt biên giới sang Cao Miên.
Theo số liệu dân số của chính phủ Phần Lan năm 2007 thì có 4.645 người dùng tiếng Việt là ngôn ngữ chính và 2.010 người mang quốc tịch Việt Nam sinh sống tại Phần Lan.
Cuộc kiểm tra dân số năm 2011 cho biết có 6.060 người nói tiếng Việt, đứng hạng thứ 10 trong các cộng đồng gốc ngoại quốc. Đa số họ sinh sống ở hai thành phố lớn: Helsinki và Turku. Đến năm 2019 sẽ người việt ở đây khoảng 12 nghìn người và vẫn đang có dấu hiệu tăng lên.
Tính đến cuối năm 2016 thì ước tính là có 6.500 người gốc Việt định cư tại Phần Lan. Con số này hậu duệ là người Việt tỵ nạn cộng sản ra đi sau khi Việt Nam Cộng hòa sụp đổ. Ngoài ra có khoảng 5.500 người tạm cư thuộc dạng học sinh du học và dân lao động sang làm việc định kỳ.

## Hội đoàn
Năm 2006, Cộng đồng Người Việt tại Phần Lan đã lập ra "Hội Người Việt tại Phần Lan" tên tiếng Phần Lan là Suomen Vietnamilaisten Yhteisö Oy. Cô Nga Nguyễn (tên hiện tại là Nga Nguyễn-Pakarinen) là hội trưởng đầu tiên từ khi hội mới sơ khai thành lập cho đến nay, năm 2017.
Hội Người Việt tại Phần Lan được chính phủ Phần Lan công nhận từ 26.11.2007. Đến năm 2017 đã có hơn 1000 thành viên và trang diễn đàn của Hội đã có hơn 4800 hội viên và cảm tình viên tham gia sinh hoạt.
Hội Người Việt tại Phần Lan là một hội hoạt động phi chính trị, phi tôn giáo và phi lợi nhuận. Hội luôn kiên định theo tiêu chí hoạt động của hội là: Trung lập, không theo bất kỳ một định hướng chính trị nào, vì quyền lợi của cộng đồng Người Việt tại Phần Lan. Ngoài việc tổ chức các sinh hoạt văn hoá, lễ hội, thể thao, cắm trại, dã ngoại để gìn giữ bản sắc văn hoá dân tộc, hội còn có các hoạt động từ thiện và cứu trợ khẩn cấp, bảo vệ các quyền lợi chính đáng của hội viên và cộng đồng, đề xuất những quyền lợi chính đáng từ các cấp chính quyền cho cộng đồng Việt Nam.